# Hans Ulrich Gschwend
Hans Ulrich Gschwend (* 25. Oktober 1776 in Teufen; † 16. Juni 1849 ebenda; heimatberechtigt in Teufen) war ein Schweizer Kaufmann und Stifter einer Arbeits- und Waisenschule in Teufen aus dem Kanton Appenzell Ausserrhoden.

## Leben
Hans Ulrich Gschwend war ein Sohn des Johannes Gschwend. Er heiratete Anna Katharina Walser, Tochter des Johannes Walser, Rittmeister. Ab 1828 war der Kaufmann Hans Ulrich Gschwend Besitzer der Alp Santmaregg in Appenzell Innerrhoden. Er und seine Frau erwarben sich durch ihre gemeinnützigen Vergabungen bleibende Verdienste. 1832 bis 1833 stiftete er in seiner Heimatgemeinde eine Arbeits- und Waisenschule. Er blieb zeitlebens deren Kassier und Gönner. Ausserdem spendete er grosse Beiträge an weitere schulische und soziale Einrichtungen sowie an Strassenbauten.